# وکس فورد
وکس فورد (به انگلیسی: Wexford) یک منطقهٔ مسکونی در ایرلند است که در شهرستان وکسفورد واقع شده‌است. وکس فورد  ۱۹٬۹۱۳ نفر جمعیت دارد و ۱ متر بالاتر از سطح دریا واقع شده‌است.

## خواهرخوانده
شهرهای Couëron، آناپولیس و لوگو (امیلیا-رومانیا) خواهرخوانده‌های وکس فورد هستند.